# Ro-43
Ro-43 — підводний човен Імперського флоту Японії, який брав участь у Другій світовій війні.
Корабель, який спорудили на компанії Mitsubishi в Кобе, належав до типу Kaichū VII (також відомий як клас Ro-35).
По завершенні тренувань Ro-43 полишив 11 березня 1944-го Куре та попрямував до атола Трук у центральній частині Каролінських островів (тут ще до війни створили головну базу японського ВМФ у Океанії, проте в лютому 1944-го вона була розгромлена внаслідок потужного рейду авіаносного з'єднання і тепер перебувала у блокаді та використовувалась передусім підводними човнами). При наближенні до Труку човен 19 березня дістав наказ патрулювати в околицях бази, але в наступні кілька діб зазнав кількох технічних проблем, через що 29 березня прибув на Трук, а 31 березня — 9 квітня пройшов до Майдзуру (обернене до Японського моря узбережжя Хонсю) для ремонту.
4—10 червня 1944-го Ro-43 перейшов з Майдзуру на Сайпан (Маріанські острови). 11 червня він вийшов звідси на бойове патрулювання, причому вже за кілька діб розпочалась операція союзників з оволодіння Маріанським архіпелагом. Надвечір 16 червня в районі острова Рота човен був виявлений ворожим есмінцем, який обстріляв його артилерією, а після занурення Ro-43 скинув глибинні бомби. Щоб уникнути загрози, японський корабель опустився на глибину, яка істотно перевищувала проєктну, та зазнав пошкоджень корпусу, що робило його небоєздатним. Втім, на відміну від кількох японських субмарин, що загинули в цей період поблизу Маріанських островів, Ro-43 все-таки вцілів та 26 червня зміг прибути в Майдзуру для ремонту.
17 вересня 1944-го Ro-43 вирушив з Куре на патрулювання в район Палау (західні Каролінські острови), де за кілька діб до того почалась операція союзників. Тут він не зміг досягнути якихось успіхів та 14 жовтня повернувся до Куре.
На тлі початку операції союзників на Філіппінах Ro-43 вже 19 жовтня 1944-го вирушив у черговий похід із завданням діяти в районі на схід від цього архіпелагу. Тут він не зміг досягнути якихось успіхів (та допомогти надводним силам, що були 25—26 жовтня розгромлені у вирішальній битві в затоці Лейте) і 16 листопада повернувся в метрополію до Сасебо (західне узбережжя Кюсю).
8 грудня 1944-го Ro-43 знову вийшов у море із завданням діяти на схід від філіппінського острова Лусон, безрезультатно провів у морі кілька тижнів та 4 січня 1945-го прибув до Куре.
16 лютого 1945-го човен полишив Куре з первісним завданням діяти в районі на схід від Окінави, де виявили ворожу активність. Втім, уже 17 лютого човен перенацілили до острова Іводзіма, проти якого через дві доби почалась операція американців. 25 лютого один з американських есмінців виявив сонаром підводний човен, після чого на пошуки останнього спрямували літаки з ескортного авіаносця «Анціо». У перші години 26 лютого в районі за сотню кілометрів на північний захід від Іводзіми один з літаків виявив радаром ціль, а після зближення спостерігав субмарину, що занурюється. Далі з літака скинули протичовнову торпеду, що й призвело до загибелі Ro-43 разом з усім екіпажем із 79 осіб.